# The Old Masters Box One
The Old Masters Box One è una raccolta del musicista statunitense Frank Zappa, pubblicata nel 1985. La raccolta è composta da 7 LP raccolti in cofanetto.

## Descrizione
In origine era stato pianificato di pubblicare un cofanetto costituito da cinque volumi, ma alla fine ne furono pubblicati soltanto tre. Contrariamente al titolo delle serie, il box set contiene remix ampiamente differenti rispetto a quelli presenti sugli album originali (preparati per la ristampa in formato CD). Nel caso di We're Only In It For The Money e Cruising With Ruben & The Jets, le originali tracce ritmiche furono rimpiazzate da nuove parti eseguite dal bassista Arthur Barrow e dal batterista Chad Wackerman (Cruising With Ruben & The Jets contiene anche Jay Anderson al contrabbasso).
Questo primo cofanetto set consiste dei primi cinque album di Zappa (Freak Out!, Absolutely Free, We're Only in It for the Money, Lumpy Gravy e Cruising with Ruben & the Jets) più un bonus "Mystery Disc" consistente di materiale precedentemente inedito che, all'epoca, era introvabile. Solo il primo e il secondo volume del box Old Masters contengono un Mystery Disc. Nel 1998, i due Mystery Disc furono accorpati insieme e pubblicati nel singolo CD Mystery Disc dalla Rykodisc, con l'omissione di due tracce: Big Leg Emma e Why Don'tcha Do Me Right, che erano già state incluse come bonus track nella ristampa in CD di Absolutely Free.